# Just in Love
Just In Love è il secondo singolo della carriera da solista di Joe Jonas, estratto dall'album Fastlife.
La canzone parla di un amore a distanza, tra Joe e la modella parigina Angele, che dopo un periodo insieme si devono separare.

## Video musicale
Il video musicale verrà visto in anteprima il 12 settembre su E! news. Prima della pubblicazione del video sono stati trasmessi sul canale ufficiale di YouTube 4 teaser, dove si vedono Joe in una situazione intima con la modella parigina Angele. Il video è stato infatti girato a Parigi durante luglio/agosto del 2011.

## Tracce
Download digitale
1. Just in Love - 3:27